# Ampatuan
Ampatuan là một đô thị ở tỉnh Maguindanao, Philippines.

## Các đơn vị hành chính
Ampatuan được chia ra 11 barangay.
- Dicalongan
- Kakal
- Kamasi
- Kapinpilan
- Kauran
- Malatimon
- Matagabong
- Saniag
- Tomicor
- Tubak
- Salman